# Liten neonmossa
Liten neonmossa (Barbula convoluta) är en bladmossart som beskrevs av Hedwig 1801. Liten neonmossa ingår i släktet neonmossor, och familjen Pottiaceae. Arten är reproducerande i Sverige. Inga underarter finns listade i Catalogue of Life.

## Bildgalleri

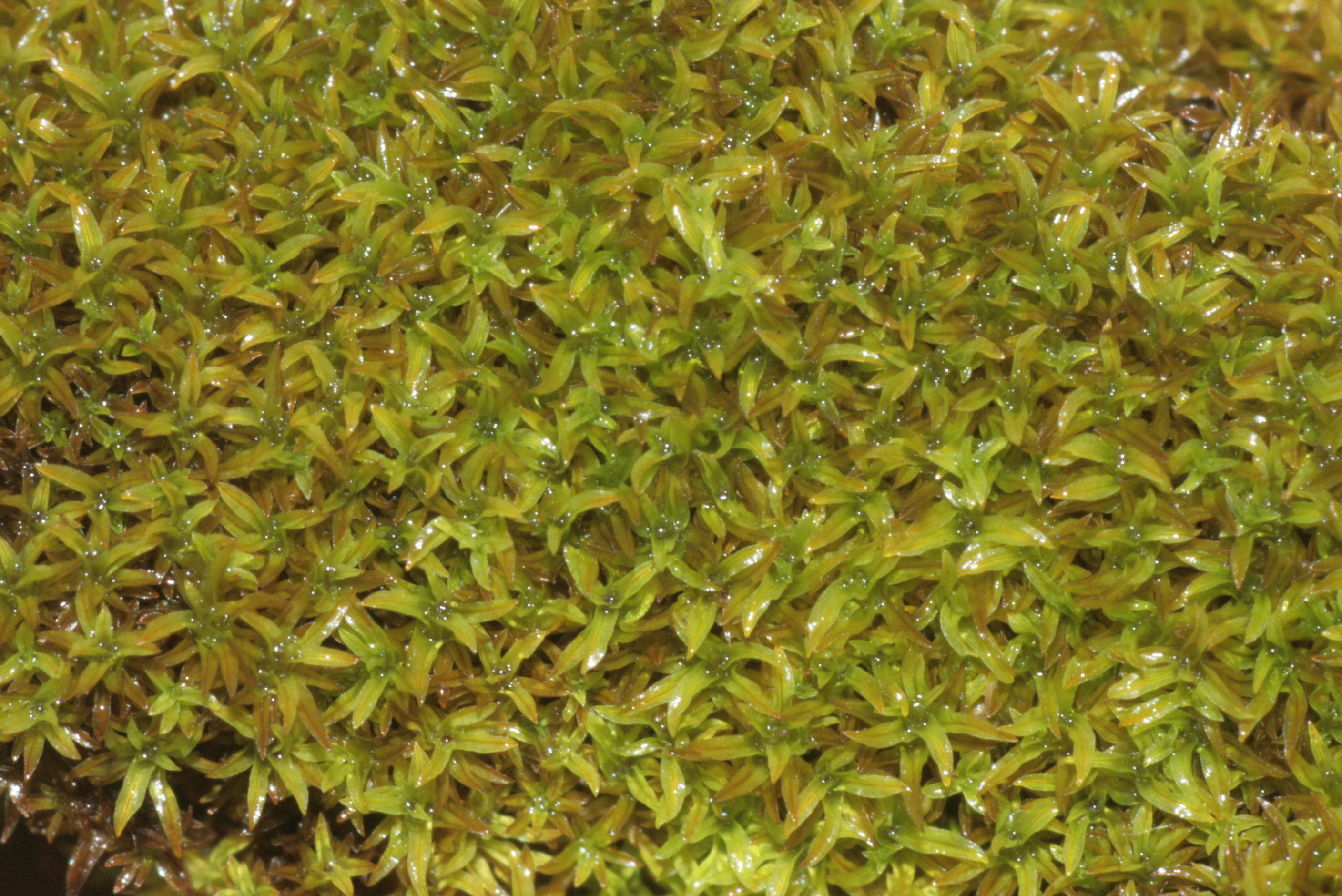
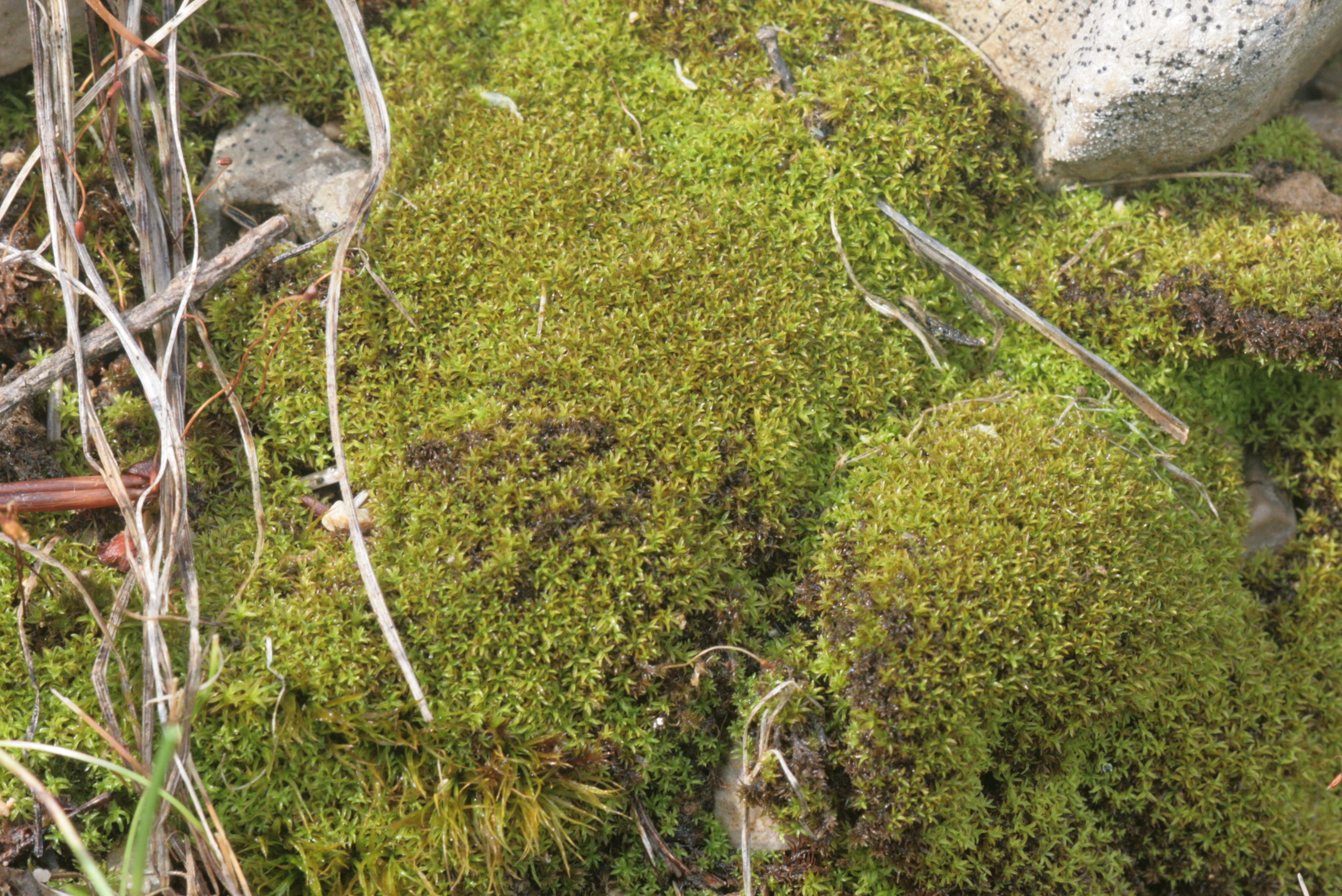
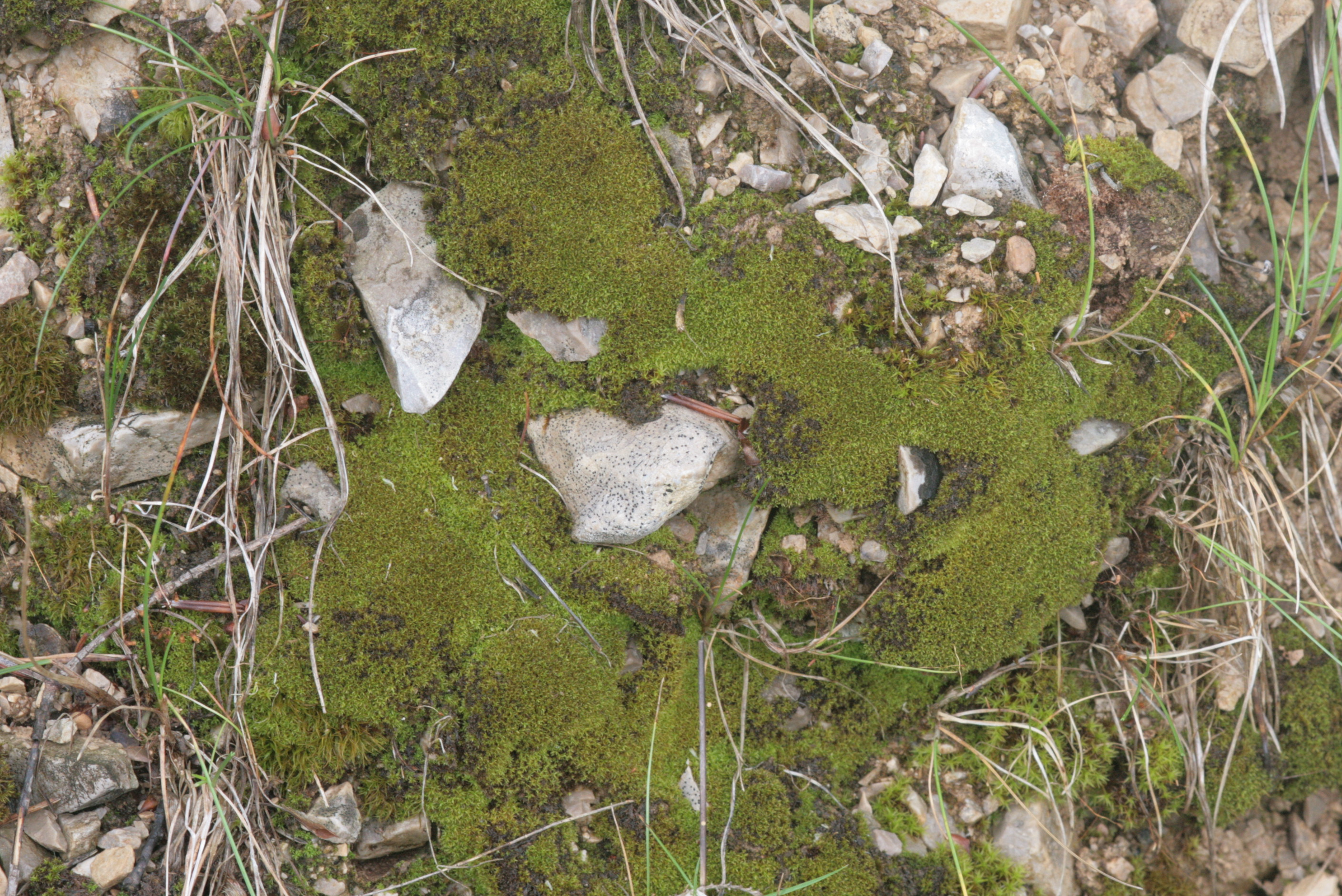
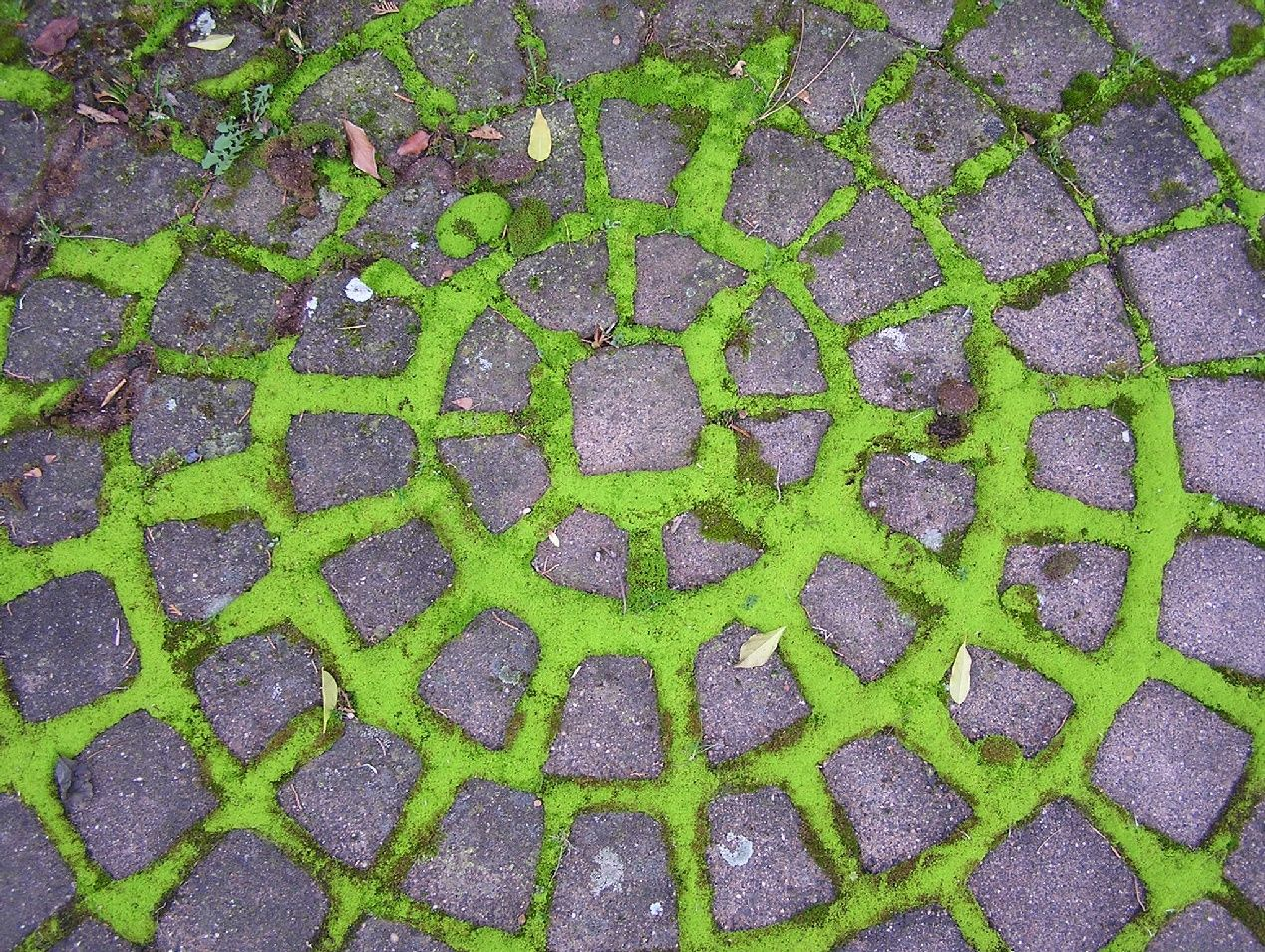
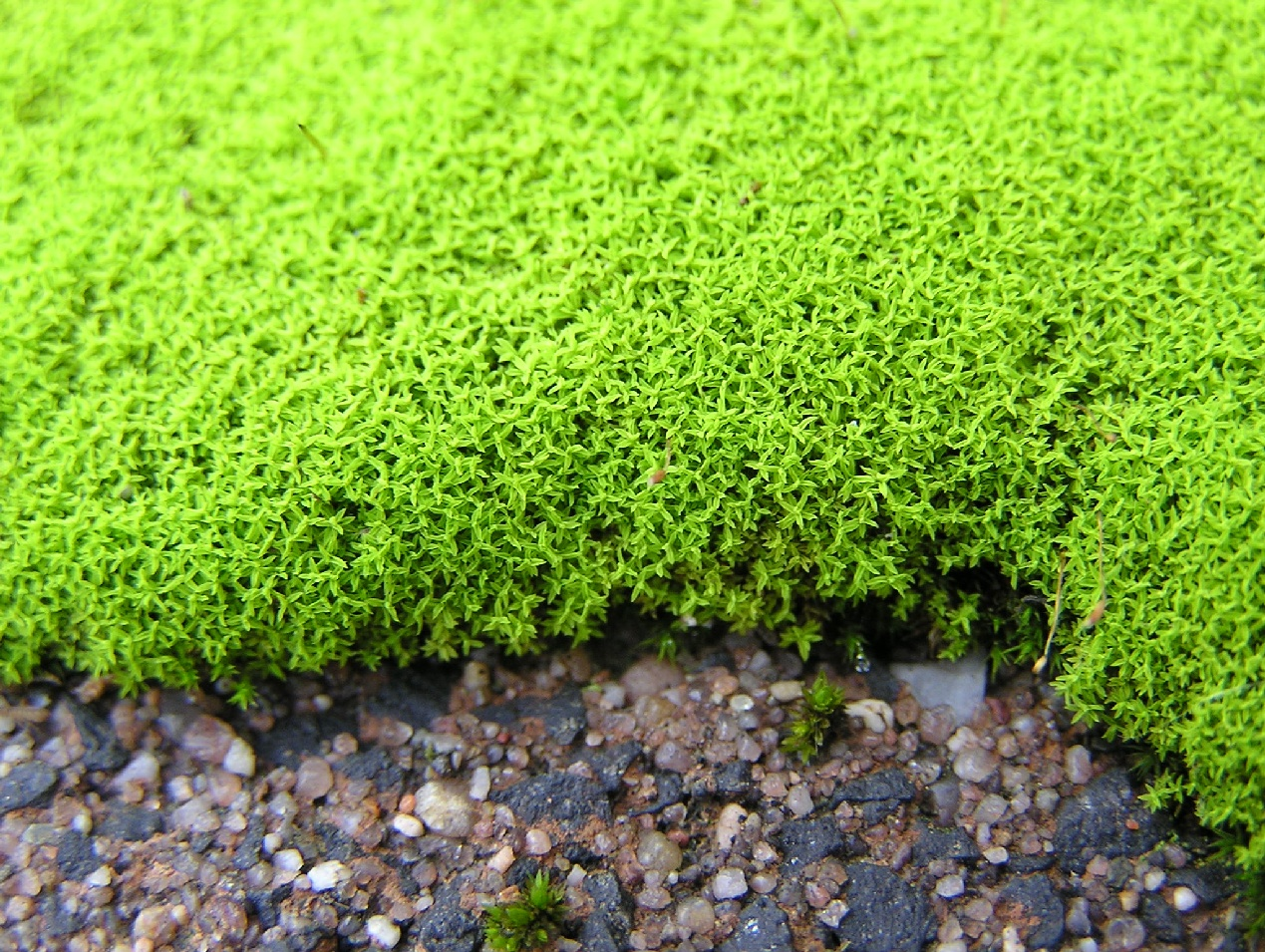
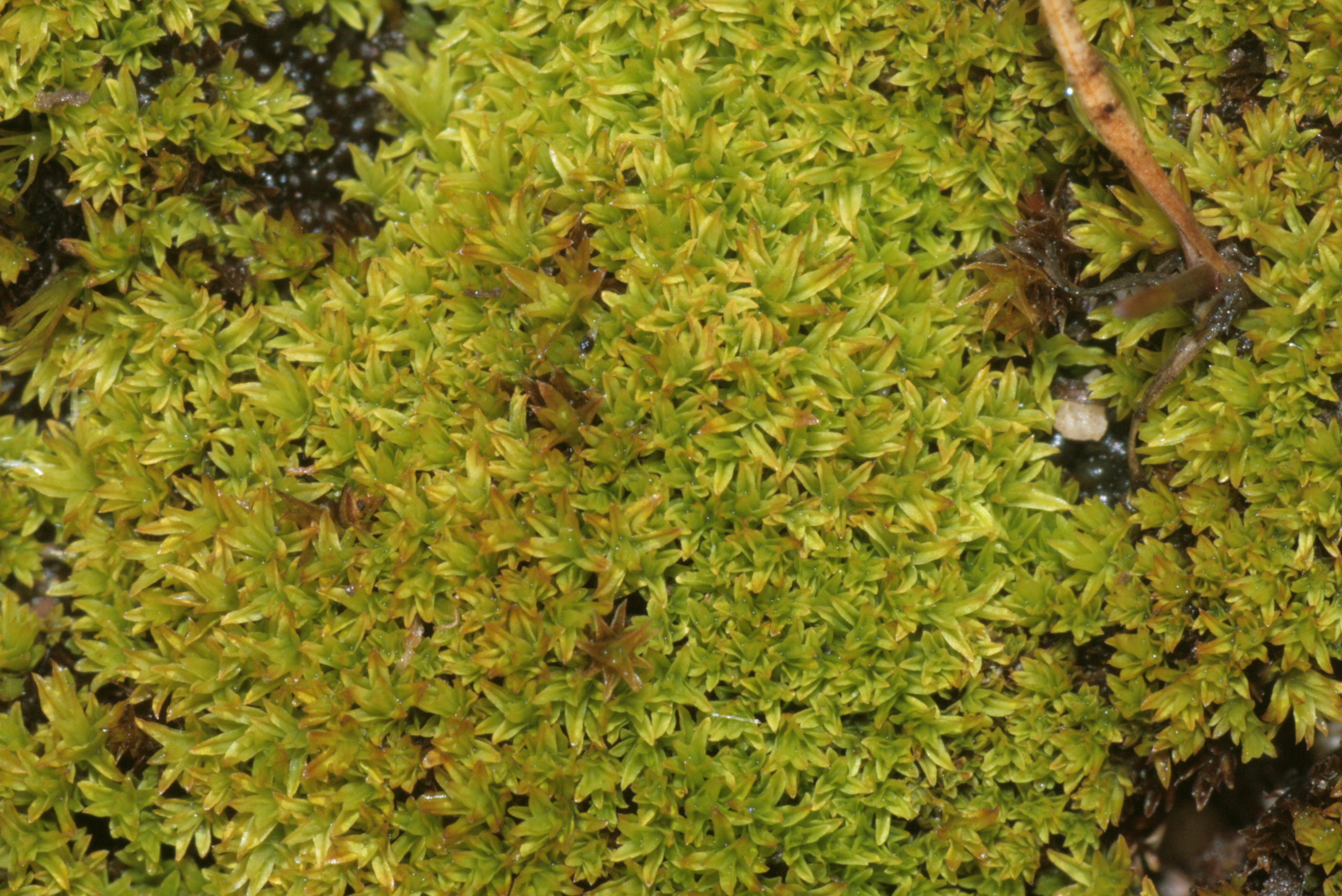